# Petra Kleinbrahm
Petra Kleinbrahm (* 5. Juni 1959) ist eine ehemalige deutsche Mittelstreckenläuferin, die sich auf die 800-Meter-Distanz spezialisiert hatte.
Bei den Halleneuropameisterschaften 1984 in Göteborg wurde sie Fünfte.
1980, 1981 und 1984 wurde sie Deutsche Vizemeisterin. In der Halle wurde sie fünfmal Deutsche Meisterin (1978, 1980–1982, 1984) und zweimal Vizemeisterin (1983, 1985).
Petra Kleinbrahm startete für die LG Bayer Leverkusen.

## Persönliche Bestzeiten
- 400 m: 54,04 s, 2. September 1979, Saarbrücken
- 800 m: 2:01,51 min, 24. August 1980, Düsseldorf
  - Halle: 2:01,67 min, 11. Februar 1984, Stuttgart
- 1000 m: 2:41,03 min, 7. August 1981, Rhede
- 1500 m: 4:24,46 min, 4. September 1984, Ingelheim am Rhein

| Personendaten    | Personendaten                   |
| ---------------- | ------------------------------- |
| NAME             | Kleinbrahm, Petra               |
| KURZBESCHREIBUNG | deutsche Mittelstreckenläuferin |
| GEBURTSDATUM     | 5. Juni 1959                    |